# James Dickey (escritor)
James Lafayette Dickey (Buckhead, Atlanta, Georgia, 2 de febrero de 1923 - Columbia, Carolina del Sur, 19 de enero de 1997), conocido como James Dickey, fue un poeta, novelista, crítico literario y profesor universitario estadounidense.
Dickey fue sobre todo conocido por su poesía y por la novela Deliverance.
Está considerado uno de los más importantes poetas norteamericanos de la segunda mitad del siglo xx.

## Vida personal y carrera
Era el segundo hijo de Eugene Dickey, abogado, y Maibelle Swift Dickey. Su hermano mayor falleció de meningitis.
Durante su infancia, su contacto con la literatura se redujo a la lectura de novelas pulp. También leía y estudiaba los poemas Horatius at the Bridge, de Thomas Macaulay, y The Shooting of Dan McGrew, de Robert William Service, ambas lecturas inculcadas por su padre.
Estudió en la escuela secundaria North Fulton y, posteriormente, en la escuela Darlington. En 1942 se matriculó en la Universidad Clemson, donde destacó como jugador de fútbol americano. Tras sólo un semestre marchó a combatir en la Segunda Guerra Mundial, donde completó numerosas misiones aéreas en el Pacífico Sur.
Tras la guerra, y gracias a la ley que ofrecía educación gratuita a los veteranos, volvió a la universidad. En 1948 se casó con Maxine Syerson, con la que tuvo dos hijos, Christopher y Kevin. Obtuvo la licenciatura en Inglés en 1949 en la Universidad de Vanderbilt y, un año más tarde, logró una Maestría en Artes en la misma institución. En esa época comienza a escribir poesía de forma seria, apareciendo poemas suyos en revistas literarias.
En 1950 fue contratado por la Universidad Rice como profesor de inglés, pero cuatro meses más tarde es llamado de nuevo a filas, debido a la Guerra de Corea. Estuvo dos años como instructor de la Fuerza Aérea de los Estados Unidos, antes de volver a Rice. En 1954 recibió una beca, que utilizó para tomarse un año viajando por Europa y escribiendo. Al regresar de Europa entró a trabajar en la Universidad de la Florida, pero dimitió tras una polémica por la lectura de uno de sus poemas.
A partir de 1956, Dickey dio un giro a su vida, y pasó a dedicarse, con considerable éxito, a la publicidad. Pero nunca dejó de escribir poesía, y tras recibir algunos premios, publicar su primera colección de poemas y recibir una beca Guggenheim, abandona la publicidad para dedicarse en exclusiva a la literatura.
A partir de 1963 se convirtió en poeta residente de varias universidades, de 1966 a 1968 fue consultor en poesía de la Biblioteca del Congreso y continuó publicando y recibiendo unánime reconocimiento por su obra.
También en 1966 ganó el Premio Nacional del Libro de poesía por Buckdancer's Choice.
En 1968 fue nombrado poeta residente y en 1970 primer profesor de inglés, ambos cargos en la Universidad de Carolina del Sur, institución que ya no abandonaría hasta su muerte.
Esa época, principios de los años 1970, fue la más prolífica de Dickey, publicando numerosos libros de poesía y la novela Deliverance (1970), aclamada por crítica y público, y adaptada al cine dos años más tarde con guion del propio autor.
Continuó publicando poesía, novelas y crítica literaria, con incursiones en la literatura infantil, la escritura de guiones y el ensayo.
Tras fallecer su primera esposa, Dickey volvió a casarse en 1976 con Deborah Dodson, con quien tuvo a su hija Bronwen.
En 1977 escribió y leyó The Strength of Fields en la ceremonia de proclamación, como Presidente de los EEUU, de Jimmy Carter.
Dickey murió el 19 de enero de 1997 en Columbia (Carolina del Sur), de fibrosis pulmonar.

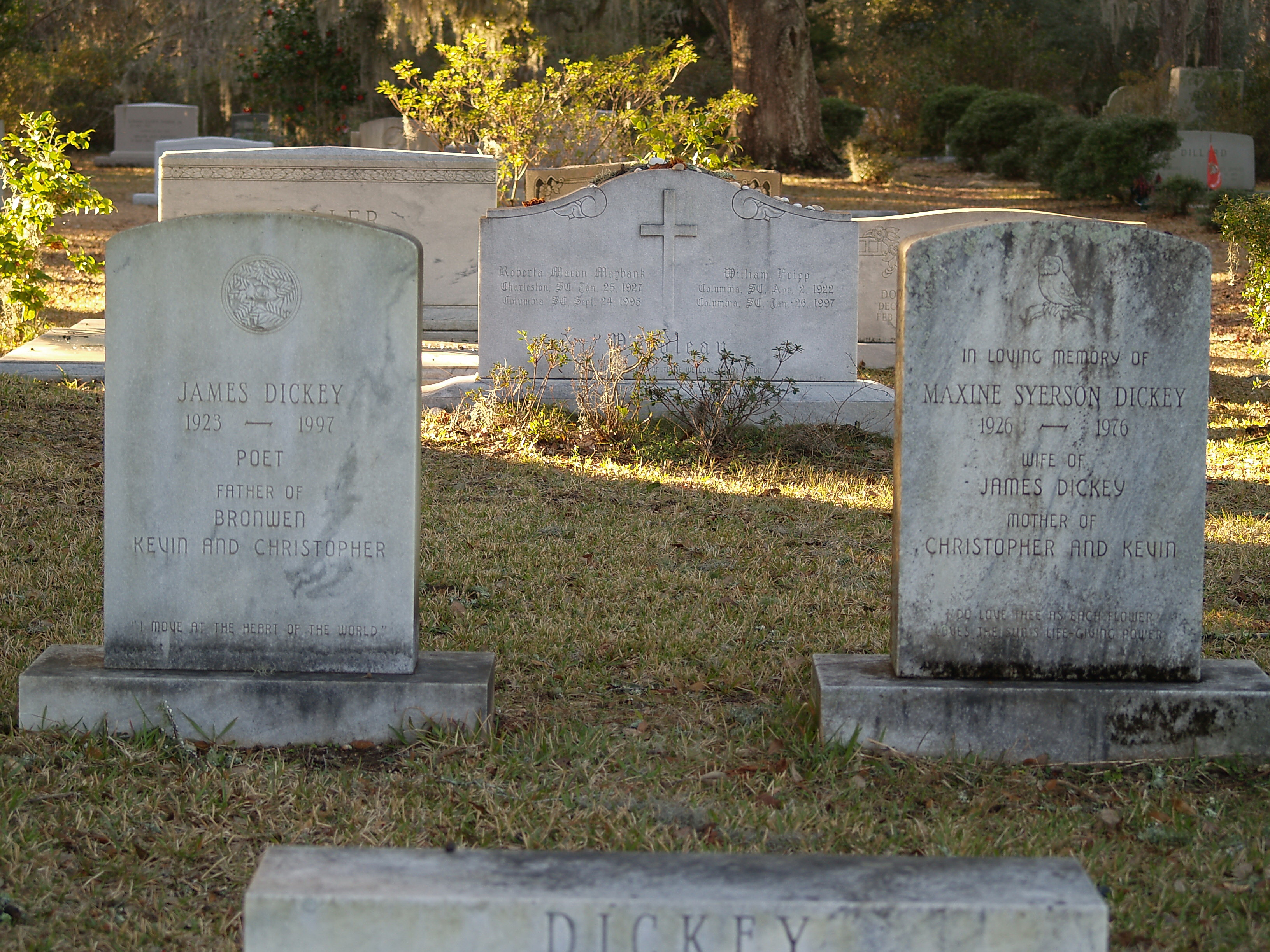
Tumba del autor en Pawleys Island.

## Estilo
Dickey combina en su poesía diferentes temas: naturaleza, misticismo, historia y religión. Su escritura se caracteriza por la mezcla: las imágenes líricas suelen dar paso a otras violentas, la naturaleza o lo natural es enfrentado a la decadencia y la muerte.
Para Dickey naturaleza y civilización son polos absolutamente opuestos, hasta el punto de que su encuentro sólo puede conducir a la violencia y la muerte. Este punto queda muy claro en su más famosa novela Deliverance, relato de la experiencia de cuatro hombres de negocios urbanitas en un viaje en canoa por un río, que se transformará en una violenta y demoledora lucha por la supervivencia contra el entorno y sus habitantes. Esta novela alcanzó aún más fama tras ser trasladada a la pantalla, en una película en la que el autor estuvo muy implicado: firmó el guion, participó en la elección de la banda sonora e, incluso, interpretó un pequeño papel. 
El tránsito vital también fue un tema recurrente en la poesía de Dickey, tanto hacia una nueva vida como hacia la muerte. Esto queda patente, por ejemplo, en Puella (largo poema que trata del camino de una niña hacia la madurez femenina) o en The Zodiac (donde narra el viaje de un escritor alcohólico a Amsterdamm para morir).
La poesía de Dickey, y sobre todo su novela más famosa Deliverance, se podrían considerar como country noir, ya que tal y como afirmó Dana Gioia, otro gran poeta y crítico literario: 

Sus aportaciones no provienen de explorar zonas exóticas de la experiencia norteamericana, sino de llevar al poema la mitología del redneck sureño, con todos sus lóbregos accesorios de ebriedad, brutalidad, sexualidad e ignorancia. Dickey creó un nuevo paisaje literario que, por poco atractivo que resulte, sigue pareciendo creíble y pertinente para los lectores contemporáneos. La suya fue una poesía para norteamericanos que no viajan al extranjero, excepto cuando los mandan como soldados, una poesía que encuentra cosas más extrañas en los apartados bosques de Georgia que en lo más remoto de Asia. Escribió sobre gente que uno conoce en la vida, pero que nunca antes había encontrado en los versos.
 Dana Goia 

## Obra publicada

### Poesía
- Into the Stone. 1960. Charles Scribner's Sons. OCLC 964264339.
- Drowning with Others. 1962. Wesleyan University Press. ISBN 978-0-8195-1014-3.
- Helmets. 1964. Longmans. ISBN 978-0-8195-2021-0.
- Two Poems of the Air. 1964. Centicore Press. OCLC 2770588.
- Buckdancer's Choice. 1965. Wesleyan University Press. ISBN 978-0-8195-1028-0. Premio Nacional del Libro de Poesía.
- Poems, 1957-1967. 1967. Wesleyan University Press. ISBN 978-0-8195-6055-1.
- The Achievement of James Dickey. 1968. Scott, Foresman & Co. OCLC 442619.
- The Eye-Beaters, Blood, Victory, Madness, Buckhead and Mercy. 1970. Hamish Hamilton.ISBN 978-0-241-01965-8.
- Exchanges. 1971. Bruccoli-Clark. OCLC 277527.
- The Zodiac. 1976. Doubleday. ISBN 978-0-89723-018-6.
- The Owl King. 1977. Red Angel Press. OCLC 6426660.
- Veteran Birth. 1978. Palaemon Press. OCLC 10289447.
- Head-Deep in Strange Sounds: Free-Flight Improvisations from the unEnglish. 1979. Palaemon Press. OCLC 5366327.
- The Strength of Fields. 1977. Doubleday. ISBN 978-0-385-15809-1.
- Scion. 1980. The Deerfield Press. OCLC 7517420.
- The Early Motion. 1981. Wesleyan University Press. ISBN 978-0-8195-5061-3.
- Falling, May Day sermon and Other Poems. 1981. Wesleyan University Press. ISBN 978-0-8195-6069-8.
- Puella. 1982. Doubleday. ISBN 978-0-385-17763-4.
- Värmland. 1982. Palaemon Press. OCLC 10743368.
- The Central Motion. Poems, 1968-1979. 1983. Wesleyan University Press. ISBN 978-0-8195-5091-0.
- False Youth: Four Seasons. 1983. Pressworks Press. ISBN 978-0-939722-15-0.
- Intervisions. 1983. Visualternatives. ISBN 978-0-9611882-0-7.
- The Eagle's Mile. 1990. Wesleyan University Press. ISBN 978-0-8195-1187-4.
- The Whole Motion. Collected Poems 1945-1992. 1992. Wesleyan University Press. ISBN 978-0-8195-1218-5.
- The Selected Poems. 1998. Wesleyan University Press. ISBN 978-0-8195-2260-3.
- The Complete Poems of James Dickey. 2013. University of South Carolina Press. ISBN 978-1-611-17097-9.
- Death and the Day's Light. 2015. Mercer University Press. ISBN 978-0-88146-519-8.

### Novela
- Deliverance. 1970. Houghton Mifflin Co. ISBN 978-0-8044-2149-2.
  - Edición en castellano: Liberación. 1973. Destino. ISBN 978-84-233-0796-8.
- Alnilam. 1987. Doubleday. ISBN 978-0-385-06549-8.
- To the White Sea. 1993. Houghton Mifflin Co. ISBN 978-0-395-47565-2.
  - Edición en castellano: Hacia el mar blanco. 1995. Mondadori. ISBN 978-84-397-1985-4.

### Literatura infantil
- Tucky the Hunter. 1978. Crown Publishers. ISBN 978-0-517-53258-4.
- Bronwen, the Traw and the Shape-Shifter. 1986. Harcourt Brace Jovanovich. ISBN 978-0-15-212580-6.

### Guiones
- Deliverance. 1971. Warner Bros. OCLC 638712911.  Guion basado en su propia novela para la película de igual título.Página de la película en Filmaffinity.
- The Call of the Wild. 1976. Guion basado en La llamada de la selva de Jack London, adaptado para televisión en 1976.Página de la película en Filmaffinity.
- The Sentence. 1979. Guion no rodado.

### Otros escritos
- The Suspect in Poetry. 1964. The Sixties Press. OCLC 1453737.
- A Private Brinksmanship. 1965. Pitzer College. OCLC 9133714.
- Spinning the Crystal Ball. 1967. Library of Congress. OCLC 452448.
- Metaphor as Pure Adventure. 1968. Library of Congress. OCLC 453381.
- Jericho: The South Beheld. 1974. Oxmoor House. ISBN 978-0-8487-0368-4.
- Babel to Byzantium. Poets & Poetry Now. 1968. Farrar, Strauss and Giroux. OCLC 361836.
- Self-Interviews. 1970. Doubleday. ISBN 978-0-385-03416-6.
- Sorties. Journals and New Essays. 1971. Doubleday. OCLC 923459222.
- God's Images. 1977. Oxmoor House. ISBN 978-0-8487-0479-7. Con grabados de Marvin Hayes.
- In Pursuit of the Grey Soul. 1978. Bruccoli-Clark. ISBN 978-0-89723-004-9.
- The Water-Bug's Mittens - Ezra Pound: What We Can Use. 1980. Bruccoli-Clark. ISBN 978-0-89723-021-6.
- The Starry Place Between the Antlers. Why I Live in South Carolina. 1981. Bruccoli-Clark. ISBN 978-0-89723-031-5.
- Night Hurdling. 1983. Bruccoli-Clark. ISBN 978-0-89723-038-4.
- Wayfarer: A Voice from the Southern Mountains. 1988. Oxmoor House. ISBN 978-0-8487-0691-3. Con fotografías de William Bake.
- Southern Light. 1991. Oxmoor House. ISBN 978-0-8487-0730-9. Con fotografías de James Valentine.